# Forskningsstationen AWIPEV

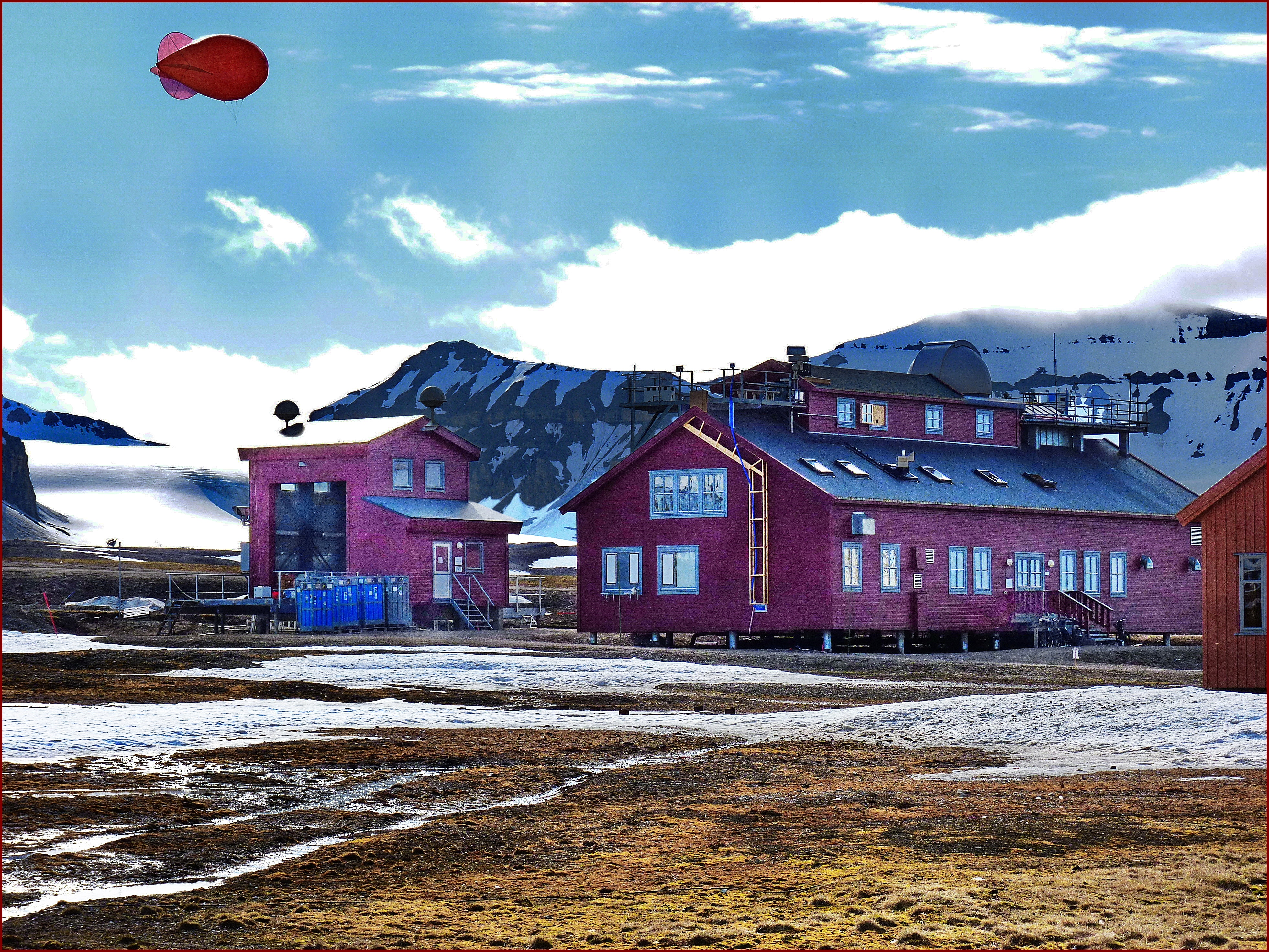
Atmosfärhuset och ballonghuset

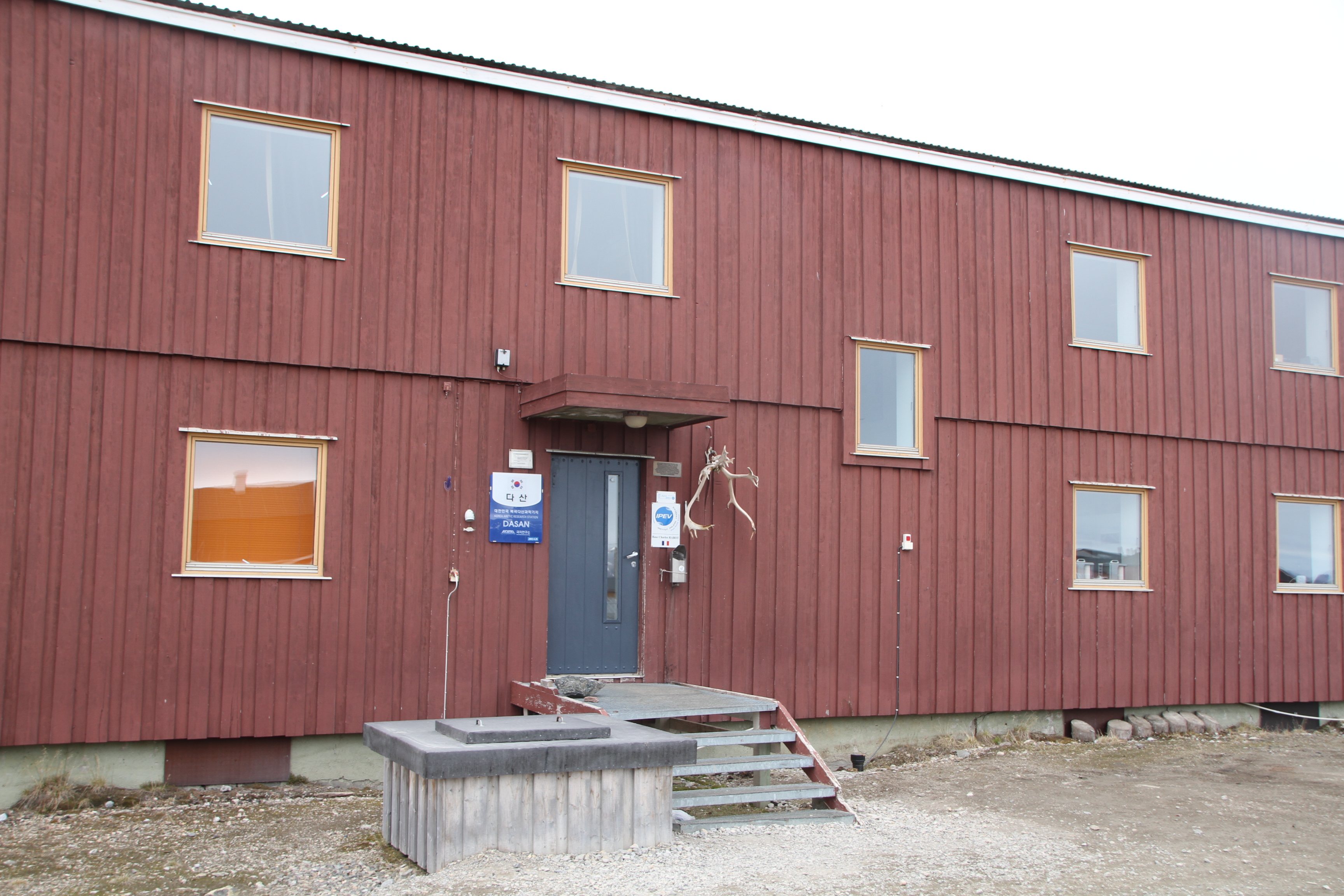
Forskningsstationen Charles Rabot

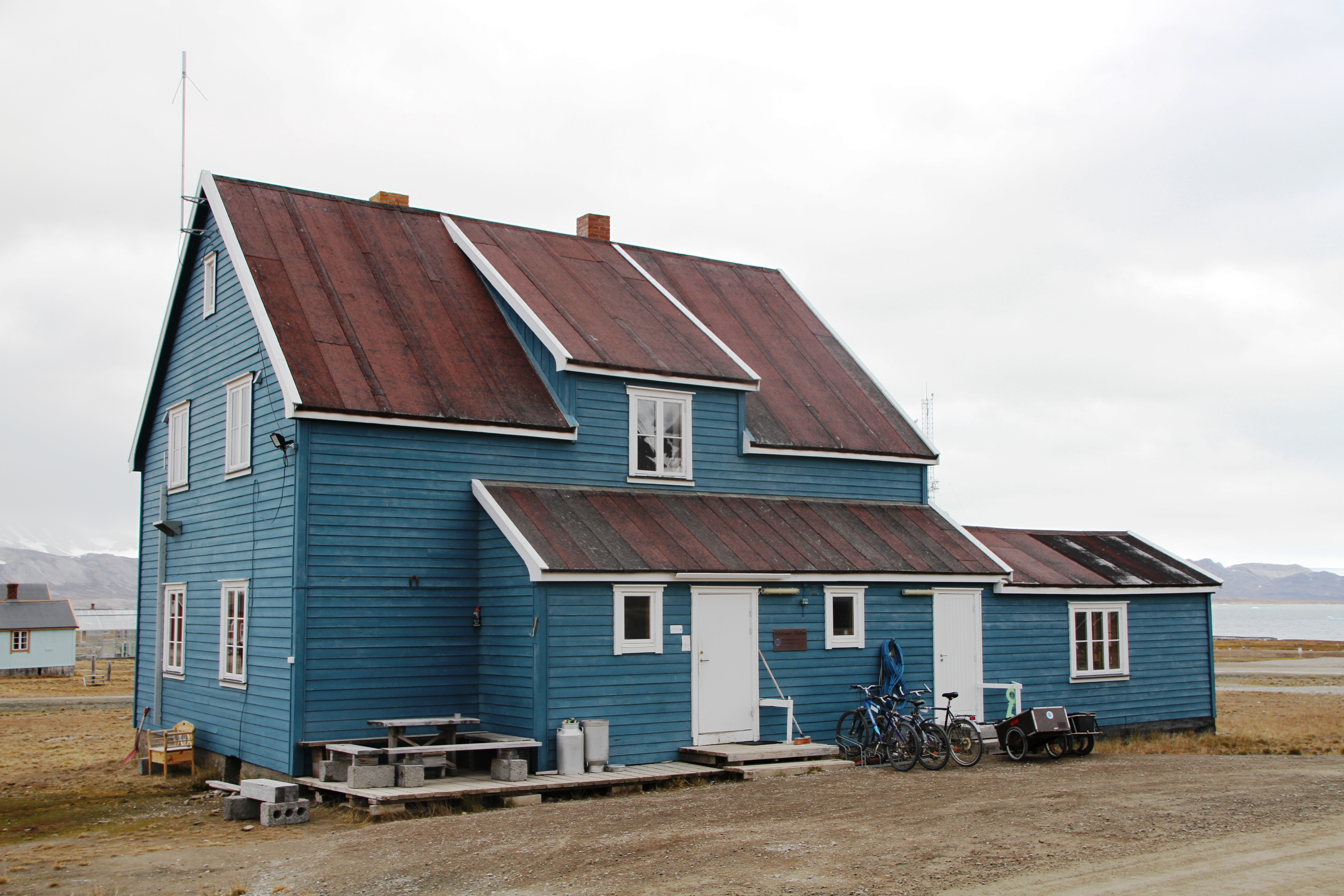
Forskningsstation Koldewey i "Blått hus" i Ny-Ålesund

Forskningsstationen AWIPEV är en tysk-fransk polarforskningsstation i Ny-Ålesund i Svalbard.
Forskningsstationen AWIPEV drivs gemensamt sedan 2003 av Alfred Wegenerinstitutet i Bremerhaven i Tyskland och Institut polaire français Paul-Émile Victor (IPEV) i Plouzané i Bretagne i Frankrike. Det svarar för logistik och administration i Ny-Ålesund för sina huvudmän och har i detta avseende ersatt den tyska Forskningsstationen Koldewey och franska Forskningsstationen Charles Rabot.
Forskningsstationen AWIPEV har en åretruntbemanning i Ny-Ålesund på tre personer och den tysk-franska  forskningsmiljön är den största av de utländska forskningsmiljöerna där.